# 325. Sicherungs-Division
De 325. Sicherungs-Division (Nederlands: 325e Beveiligingsdivisie) was een Duitse infanteriedivisie in de Heer tijdens de Tweede Wereldoorlog. Deze divisie was betrokken bij de beveiliging van Parijs.

## Geschiedenis divisie
De Divisie werd opgericht op 31 augustus 1942 in de regio Parijs in Frankrijk met als taken alle controle van de verdedigings- en beveiligingseenheden in de Franse hoofdstad opgesteld. De commandant was ook commandant van Groot-Parijs en divisiecommandant. Het waren de enige Sicherungstruppen (beveiligingstroepen), die aan het Westfront ingezet waren.
In augustus 1944 werd de divisie onder het commando van het 1. Armee (1e Leger) geplaatst, ter verdediging van Parijs. Op dat moment bestond de eenheid uit ongeveer 25.000-30.000 soldaten, meestal onervaren. Hitler had de divisie de opdracht gegeven om Parijs te vernietigen, de toenmalige stadscommandant Dietrich von Choltitz en de divisiecommandant verzetten zich tegen het bevel. Tijdens de verovering van Parijs door de geallieerden, wist een groot deel van de divisie te ontsnappen. Omdat de divisie daarmee haar beoogde doel had verloren, werd de divisie verdeeld onder andere eenheden, en hield het formeel op te bestaan vanaf half december 1944. Na de terugtrekking uit Frankrijk werd de eenheid uiteindelijk op 8 januari 1945 ontbonden.

## Commandanten
| Rang            | Naam                         | Begin            | Eind            | Opmerking |
| --------------- | ---------------------------- | ---------------- | --------------- | --------- |
| Generalmajor    | Walter Brehmer               | 20 augustus 1943 | 24 juli 1944    |           |
| Generalleutnant | Hans von Boineburg-Lengsfeld | 1 mei 1943       | 7 augustus 1944 |           |

## Gebieden van operaties
- Parijs (februari 1943 - augustus 1944)[8]

## Samenstelling
1943
- Sicherungs-Regiment 1
- Sicherungs-Regiment 5
- Sicherungs-Regiment 6
- Sicherungs-Regiment 190
- Landesschützen-Bataillon 425
- Landesschützen-Bataillon 541
- Landesschützen-Bataillon 620
- Artillerie-Regiment 325
- Füsilier-Kompanie 325
- Panzerjäger-Kompanie 325
- Pionier-Kompanie 325
- Nachrichten-Kompanie 325
- Divisions-Nachschubtruppen 325

 1944 
- Sicherungs-Regiment 1[1][2][9]
- Sicherungs-Regiment 5[1][2][9]
- Sicherungs-Regiment 6[1][2][9]
- Sicherungs-Regiment 190[1][2][9]
- Transport Begleit Regiment Paris[9]